# Христодул (Мустакис)
Митрополи́т Христо́дул Муста́кис (греч. Μητροπολίτης Χριστόδουλος Μουστάκης, в некоторых источниках Мустакас, греч. Μουστάκας; 1951, Айия-Параскеви, Трикала, Греция) — епископ Элладской православной церкви, титулярный митрополит Авлонский (с 2000).

## Биография
В 1974 году окончил богословский институт Афинского университета.
В 1982 году последовательно рукоположён в сан диакона и пресвитера. Служил в качестве проповедника в соборе города Трикала.
22 июня 1992 года Священный Синод Константинопольской православной церкви избрал его митрополитом Корчинским для возрождаемой Албанской православной церкви (Священный Синод Албанской православной церкви на тот момент ещё не был воссоздан, а Константинопольский Патриархат считал правомочным проводить такие назначения).
Из-за нежелания правительства Албании принимать иерархов-греков, хиротония долго откладывалась, и состоялась лишь 28 июля 1996 года в патриаршем Георгиевском соборе в Стамбуле. Хиротония была совершена митрополитом Гелиопольским Афанасием (Папасом), митрополитом Транупольским Германом (Хавиаропулосом), митрополитом Селевкийским Кириллом (Драгунисом), митрополитом Митилинским Иаковом (Франдзисом) и митрополитом Бератским Игнатием (Триантисом).
26 и 27 июля 1996 года были также рукоположены Игнатий (Триантис) на Бератскую кафедру и Александр (Калпакидис) на Гирокастрскую кафедру. Они и архиепископ Анастасий (Яннулатос) должны были войти в состав Священного Синода, однако полностью греческий состав Синода вызвал протесты как со стороны албанских верующих, так и со стороны властей. В 1998 году удалось договориться о том, что Синод будет состоять из двух греческих и двух албанских иерархов; митрополит Бератский Игнатий стал единственным из трёх рукоположённых митрополитов, чью кандидатуру удалось согласовать с албанской стороной. 18 июля 1998 года митрополит Христодул подал прошение об увольнении на покой. Вместо него на митрополитом Корчинским был избран архимандрит Иоанн (Пелуши).
В 2000 году обратился к Синоду Элладской православной церкви о принятии его в клир Элладской церкви. Синод Элладской православной церкви избрал его титулярным митрополитом Авлонским.
В ноябре 2013 года греческие СМИ писали о том, что может быть создана Фаральская митрополия, куда может быть назначен митрополит Христодул.